# Karang Ampel
Karang Ampel is een bestuurslaag in het regentschap Kudus van de provincie Midden-Java, Indonesië. Karang Ampel telt 5536 inwoners (volkstelling 2010).